# Katharina Kasper

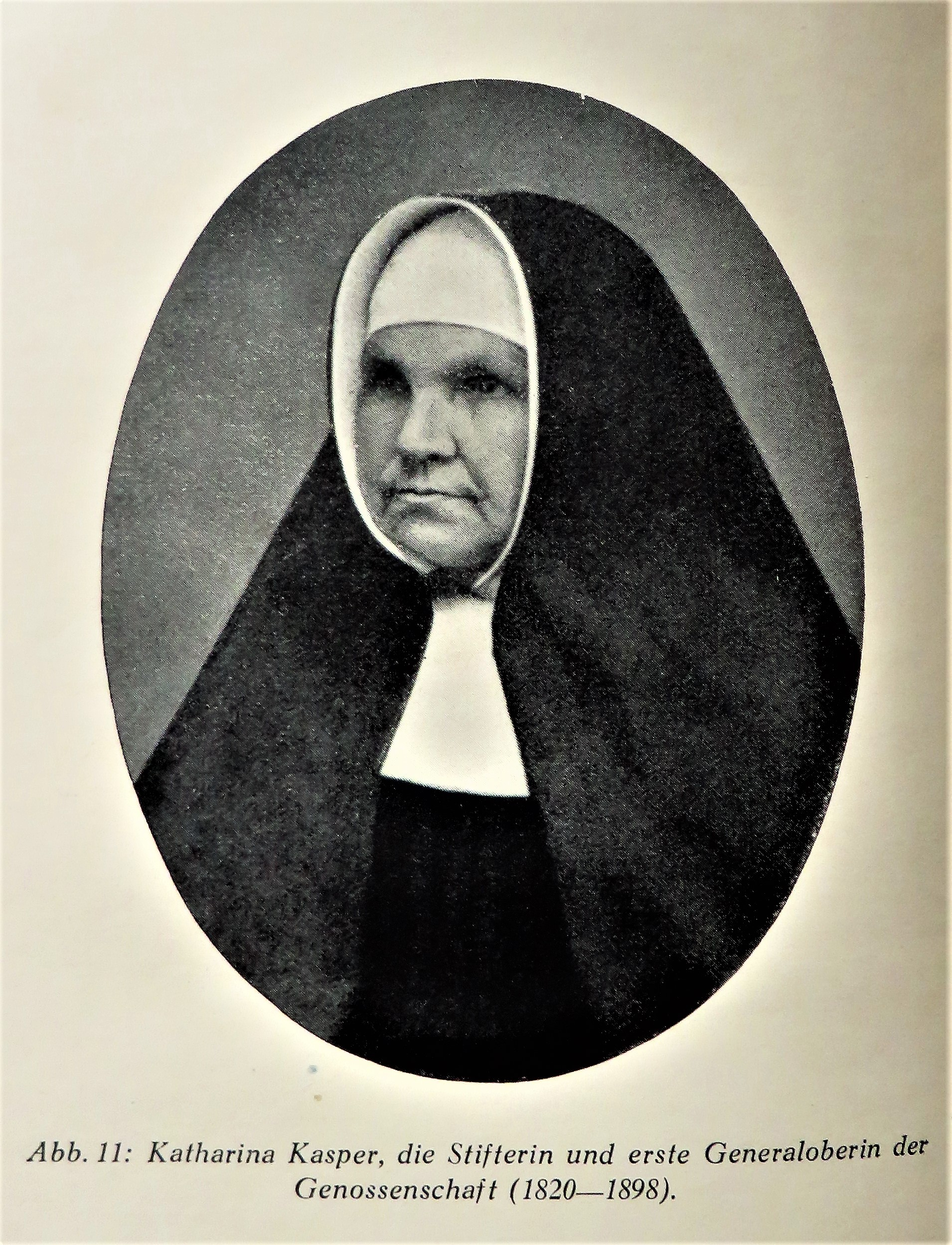

Santa Maria Katharina Kasper (Dernbach, Westerwald, Renania-Palatinado, 26 de mayo de 1820 - ibídem, 2 de febrero de 1898) fue una religiosa católica alemana  fundadora el 15 de agosto de 1851 de la congregación de los Sirvientes Pobres de Jesucristo, con vocación de servir a pobres y enfermos. Fue beatificada el 16 de abril de 1978 por el Papa Pablo VI y el Papa Francisco confirmó su canonización el 14 de octubre de 2018.

## Biografía
Nació en un pueblo alemán en una familia de campesinos. Tenía ocho hermanos, y ya de pequeña manifestaba una vocación religiosa y un énfasis particular en la Biblia y el libro “Imitación de Cristo”. Era una niña enfermiza y faltaba bastante a clases, pero sacó sus estudios y ayudó a su familia en el agro antes de meterse a monja.
Su congregación se trasladó a los Países Bajos en 1859. El Papa Pío IX reconoció la orden como legítima el 9 de marzo de 1860 en un decreto papal, pero la aprobó formalmente León XIII en 1890. Desde 1868, la orden se había extendido a Estados Unidos a ciudades como Chicago.
El milagro necesario para su canonización se investigó y ratificó en 1989, y fue canonizada en 2018.